# Ardhamagadhi
El ardhamaghadi (sánscrito: Ardhamāgadhī) es una lengua indoaria del período medio, que fue usada como legua literaria para la composición de dramas (prácritos dramáticos) que se considera se pudo hablar en lo que acctualmente coincide muy aproximadamente conBihar y Uttar Pradesh, habiendo sido usado por algunos de los primeros textos budistas y jainistas. Usualmente, se clasifica como una lengua indoaria central, relacionadocon el Pali y el posterior prácrito Śauraseni. las Lenguas indoarias centrorientales evolucionaro a partir del prácrito ardhamagadhi.

## Pāḷi y Ardhamāgadhī
La tradición del budismo theravada ha mantenido durante largo tiempo que el pāḷi y el māgadhī eran términos equivalentes para referirse a la misma realidad lingüística y que las similitudes entre el pāḷi y el māgadhī más antiguo o Ardhamāgadhī "medio-māgadhī", que están testimoniadas en los agamas jainistas. Tanto buda Gautama como el tirthankara Mahavira habrían predicado en māgadhī.
La más arcaica de las lenguas indoarias del período medio es la que aparece en las inscripciones en el prácrito usado por Aśoka y las inscripciones en pāḷi y ardhamāgadhī, siendo estas dos últimas variedades lenguas literarias. 
Las lenguas indoarias se dividen en tres grupos principales (índico antiguo o indoario antiguo, indoario medio y neoindoario). Algunas de sus características morfofonológicas y léxicas reflejan el hecho de que estas lenguas no son continuación directa del sánscrito védico, sino que más bien descienden de dialectos, que a pesar de sus similitudes, son diferentes del sánscrito védico y en algunos aspectos más arcaizantes.
Las lenguas indoarias medias, aunque son individualmente diferentes, muestran características fonológicas y morfológicas que las caracterizan como descendientes paralelas del antiguo índico.

## Características
Varios cambios fonéticos típicos de la fonología del indoario medio:
- Las vocales líquidas /ṛ/ y /ḷ/ son sustituidas por [a], [i] o [u];
- Los diptongos /ai/ y /au/ se monoptongan en [e] y [o], respectivamente;
- Las vocales largas que preceden a dos o más consonantes se acortan;
- Las tres sibilantes del indoario antiguo se reducen a una, o bien [ś] o bien [s] según las regiones;
- Los grupos consonánticos complejos del índico antiguo se reducen a formas más simples, mediante asimilación fonética o por división;
- Las oclusivas intervocálicas simples se debilitan;
- Las dentales se palatalizan frente a /y/;
- Todas las consonantes finales excepto /ṃ/ caen a menos de que sean retenidas por fenómenos de sandhi.